# Spatuloricaria curvispina
Spatuloricaria curvispina és una espècie de peix de la família dels loricàrids i de l'ordre dels siluriformes que es troba a Sud-amèrica, a la conca del riu Magdalena. Els mascles poden assolir els 40 cm de longitud total.